# 福岡村 (岐阜県)
福岡村（ふくおかむら）は、かつて岐阜県海津郡に存在した村である。
揖斐川東岸に位置し、現在の海津市海津町福岡に該当する。
発足時は下石津郡の村であったが、郡制施行後、海津郡の村となっている。

## 歴史
- 明治初期、福岡村、日下丸村が合併し、東駒野村になる。
- 1878年（明治11年） - 石津郡が上石津郡と下石津郡に分割され、東駒野村は下石津郡の所属となる。
- 1885年（明治18年）9月 - 東駒野村が福岡村、日下丸村に分立する。
- 1889年（明治22年）7月1日 - 町村制により福岡村が発足。
- 1897年（明治30年）4月1日 - 高須町、高須村、萱野村、札野村、内記村、馬目村、日下丸村、西小島村、東小島村 が合併し、高須町発足。同日、福岡村は廃止。